# Giovanni Battista Balbis

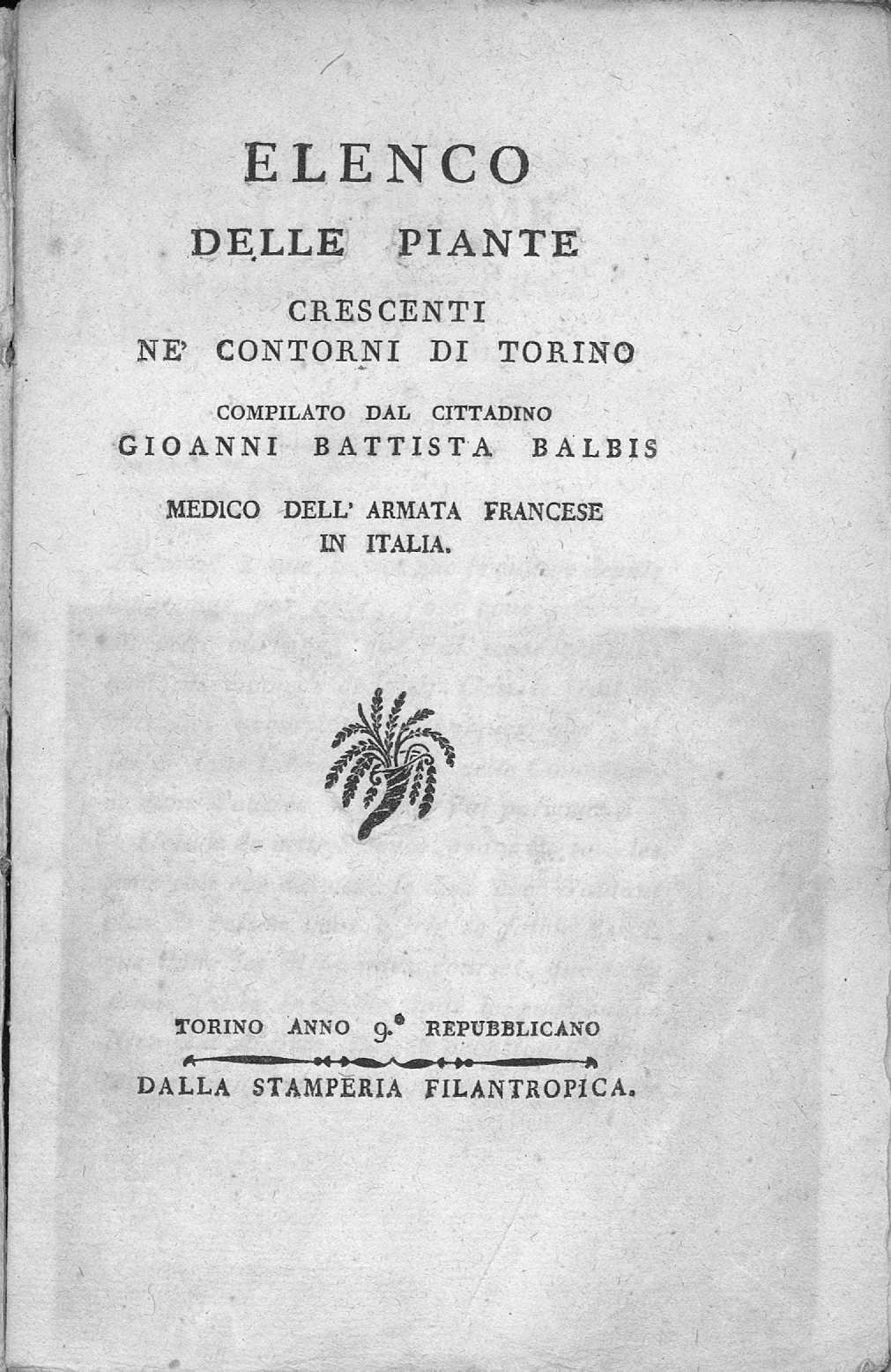
Elenco delle piante crescenti ne' contorni di Torino, 1800-1801

Giovanni Battista Balbis (Moretta, 17 novembre 1765 – Torino, 13 febbraio 1831) è stato un politico, medico e botanico italiano.

## Biografia

### I primi anni
Nato da genitori di agiata condizione, frequentò le prime scuole nel suo paese natale. Ottenuto un posto presso il Collegio delle Province, istituito da Vittorio Amedeo II di Savoia, si trasferì a Torino a studiare filosofia e poi medicina.
Nel 1785 si laureò presso la Facoltà di Medicina dove frequentò tra le altre le lezioni di Botanica tenute da Carlo Allioni.
Nel 1788, a soli tre anni dalla laurea, ottenne l'aggregazione al collegio di medicina. 
Affascinato dalla botanica, Balbis realizzò un censimento delle specie vegetali presenti intorno alle sorgenti di Valdieri, un piccolo paese in Val Gesso sulle Alpi Marittime. Tale studio venne poi incorporato e pubblicato, nel 1793 nell'opera “Des eaux sulphureuses et thermales de Vaudier” del chimico G.A. Giobert.

### La vita politica
Di indole liberale e progressista, nel 1794 venne coinvolto nei moti rivoluzionari piemontesi contro i regnanti di Casa Savoia e, a causa delle idee professate, fu costretto all'esilio in Francia.
Qui, sfruttando le proprie competenze mediche, già nel dicembre dello stesso anno, ottenne il grado di medico militare. 
Nel 1796 venne nominato medico-capo dell'Armata d'Italia, l'armata francese inviata in Italia per tentare di annettere il regno sabaudo alla neonata repubblica.
Verso la fine del 1798, quando le truppe francesi riuscirono ad occupare Torino, costringendo alla fuga re Carlo Emanuele IV di Savoia, Balbis poté finalmente rientrare nella città e qui, il 19 dicembre dello stesso anno venne chiamato a far parte del neonato Governo provvisorio della Nazione Piemontese, istituito dal generale francese Joubert, con il solenne giuramento di “odio eterno alla tirannide, amore eterno alla libertà, all'eguaglianza e alla virtù”.
Nel febbraio dell'anno seguente venne nominato Presidente del suddetto Governo e si trovò a dover affrontare una situazione finanziaria disastrosa. Per tale motivo deliberò, in accordo con altri membri politici, di istituire un banco di credito utilizzando come garanzia i beni del clero dopo averli confiscati, rendendoli in tal modo patrimonio nazionale (come già avvenuto in Francia, il 2 novembre 1789, ad opera dell'Assemblea Costituente).
Ispirati dalle idee della neonata repubblica francese, Balbis e gli altri membri del Governo maturarono presto l'idea di una possibile annessione del Piemonte alla Francia. Per riuscire a dare corpo al loro progetto attuarono una campagna di propaganda politica, recandosi ognuno nelle località dove maggiori erano le rispettive conoscenze e il peso politico. Balbis si occupò di raccogliere favori a Saluzzo e nei paesi adiacenti. 
La sera del 9 marzo 1799, come risultato della votazione popolare, una commissione giungeva a Parigi per annunciare la volontà dei piemontesi di essere annessi alla Repubblica di Francia.
Tale situazione ebbe però vita breve: l'esercito austro-russo, guidato dal generale russo Suvorov avanzava veloce verso il Piemonte e, nel maggio dello stesso anno, i monarchici (soprannominati “branda”) riuscirono a ristabilire il governo di Casa Savoia mentre i repubblicani giacobini erano costretti a ritirarsi. 
La sede del Governo repubblicano fu trasferita dapprima a Pinerolo, quindi a Fenestrelle. Il 26 maggio, quando gli austro-russi entrarono vittoriosi a Torino cacciando i soldati francesi, Balbis fu costretto a riparare nuovamente in Francia, dove riassunse il grado di medico militare.
Informato della sconfitta subita in Piemonte dalle armate francesi, l'allora console Napoleone Bonaparte, appena rientrato dalla campagna in Egitto, ordinò subito la costituzione di un'armata di sessantamila uomini che egli stesso avrebbe condotto in Italia. 
Partito il 6 maggio 1800 da Parigi, il 15 riuscì a forzare il blocco del Gran San Bernardo e, superato il forte di Bard, il 1º giugno entrò a Milano. Oltrepassato il Po, il 9 giugno sconfisse l'esercito imperiale austriaco a Montebello e il 25 dello stesso mese, col sacrificio del generale Desaix, ottenne la famosa vittoria di Marengo.
Balbis, seguendo nei ranghi dell'esercito l'avanzata di Napoleone, poté così assistere alla riannessione della propria patria alla Francia e alla nuova proclamazione della repubblica.

### La carriera di botanico
Stabilitosi nuovamente in Piemonte, l'anno successivo decise però di ritirarsi dalla vita politica per dedicarsi completamente alla scienza. 
Negli anni 1792-93 compì un viaggio di istruzione in varie Università italiane, accompagnato da lettere di presentazione di Allioni al quale riferiva sullo stato dei Musei e degli Orti Botanici visitati, sottolineando l'alta qualità di quello torinese rispetto alle altre sedi.
Nel 1801 venne invitato dall'Università di Torino a ricoprire la carica di professore di botanica e nel dicembre, dopo la morte di P.M. Dana, a divenire Direttore del relativo orto botanico che negli ultimi anni, dopo l'abbandono di Carlo Allioni, era caduto pressoché in rovina anche per la scarsità di risorse finanziarie. Le uniche cure erano state portate dal custode capo Molineri, che era riuscito a conservare le piante esistenti ma queste si presentavano ormai in pessimo stato e in totale disordine. 
Balbis, forte anche dei suoi trascorsi politici, riuscì a destare l'interesse del generale francese Menou, allora amministratore capo del dipartimento del Po. Gli aiuti concessi, uniti alla perizia e alla perseveranza del suo curatore, consentirono all'orto botanico di riacquistare la bellezza perduta.
Durante i tredici anni del suo mandato, Balbis riuscì ad aumentare la raccolta delle piante di ben millenovecento specie, anche grazie alla fitta corrispondenza intrattenuta con i più rinomati botanici e le organizzazioni scientifiche d'Europa (a molte delle quali fu, tra l'altro, ammesso come membro).
In occasione delle sue escursioni botaniche era normale vederlo aggirarsi per le campagne attorno a Torino, descrivendo di volta in volta le caratteristiche botaniche o curative di una pianticella raccolta da uno dei tantissimi studenti che sempre lo seguivano.
A causa della sua fama, ormai estesa oltre i confini del Piemonte, venne eletto membro dell'Accademia delle Scienze di Torino, quindi dal 1811 al 1814 Presidente della Società Agraria di Torino e operò come corrispondente di molte Società scientifiche straniere.
La notorietà raggiunta e la stima provata all'epoca nei suoi confronti sono dimostrate dal fatto che Carl Ludwig Willdenow, un famoso botanico tedesco, nel 1803 dedicò a Balbis un nuovo genere di pianta, il genere Balbisia, comprendente all'epoca una sola specie, la Balbisia elongata Willd.
Con la caduta di Napoleone (1814) e la conseguente restaurazione della monarchia dei Savoia, però, Balbis (come molti altri sostenitori dei francesi) cadde in disgrazia. 
Nel 1814 fu radiato dai pubblici uffici e dalle Accademie Scientifiche piemontesi e si ritirò a vita privata accettando l'ospitalità del Direttore dell'Orto Sperimentale della Reale Società di Orticoltura presso una piccola casa nella zona della Crocetta di Torino, allora in aperta campagna. La casa era di proprietà del chimico Evasio Borsarelli, direttore dell'orto e intimo amico di Balbis.
Qui egli dedicò il suo tempo a coltivare piante rare, a collaborare con Borsarelli e a portare aiuto alle persone malate e povere di mezzi che si presentavano da lui in cerca di erbe medicamentose.
Nel 1816, nonostante la sua fama di oppositore di Casa Savoia, l'Università di Torino lo nominò Professore Emerito assegnandogli un sussidio, che gli consentì di avere un reddito fino alla nomina nel 1819 a Direttore dell'Orto Botanico e titolare della Cattedra di Botanica presso la città di Lione. 
Presto, l'eco della sua fama, ormai consolidata, raggiunse re Vittorio Emanuele I che, resosi conto delle capacità del botanico e della sua competenza, firmò la sua riammissione all'Accademia delle Scienze di Torino e alla Regia Società di Agricoltura.
Poco tempo dopo Domenico Nocca, professore di botanica all'Università di Pavia e direttore del relativo orto botanico dal 1797 al 1826, avendo deciso di censire la flora nel territorio della città, chiese a Balbis di aiutarlo nell'opera di classificazione. Il risultato del loro lavoro congiunto venne pubblicato, con il titolo Flora Ticinensis, in due volumi, uno nel 1816, l'altro nel 1821.

### Il soggiorno a Lione
Nel 1819 venne offerta a Balbis la direzione dell'orto botanico di Lione e la cattedra di professore di Botanica. Appena insediatosi nella sua nuova carica, si occupò subito di riordinare l'organizzazione dell'orto, che nel periodo precedente era stato piuttosto trascurato. Come già a Torino, iniziò immediatamente una fitta corrispondenza con i direttori dei principali orti botanici d'Europa, scambiando con essi conoscenza e semi, aumentando rapidamente il numero di specie vegetali dell'orto. Contemporaneamente si occupò di riordinarne e arricchirne anche l'erbario, non trascurando il proprio che aveva portato con sé dall'Italia.
Durante la sua permanenza a Lione si pose come obiettivo quello di censire le specie botaniche presenti nella zona della città e spesso si recò a Parigi e a Ginevra a consultare gli immensi erbari dei musei di storia naturale e dei più celebri botanici di quelle città.
Nel 1820 venne nominato membro della Reale Accademia delle scienze di Lione, della Società di Medicina e di quella di Agricoltura, nel 1822 contribuì a fondare la Società Linneana; soltanto quattro anni più tardi, si trovò a presiederle tutte e quattro.

Le sue lezioni e le sue escursioni botaniche erano frequentatissime, oltre che dai suoi allievi, anche da molti dilettanti.
La sua notorietà venne definitivamente consolidata nel 1827 con la pubblicazione del primo tomo (il secondo sarebbe stato pubblicato l'anno successivo) dell'opera “Flore Lyonnaise”, frutto del suo lavoro di ricerca e classificazione svolto negli anni della sua permanenza nella città francese.

### Gli ultimi anni
Già dal 1827, però, Balbis aveva iniziato ad avere seri problemi di salute e, nel 1830, fu costretto per tale motivo a chiedere di essere dispensato da tutti i suoi incarichi, con rammarico suo e delle più alte cariche pubbliche lionesi, per rientrare in Piemonte a curarsi.
Partì per Torino nel settembre di quell'anno portando con sé la sua raccolta di libri, il suo ricchissimo erbario e quello dell'Allioni, acquistato dopo la sua morte, che aveva sempre conservato separato dal proprio, pur essendone divenuto il legittimo proprietario, per mantenerne l'integrità.
Nonostante le cure e le attenzioni di parenti e amici, si spense a Torino il 13 febbraio del 1831, all'età di 65 anni.
La sua vita fu fra le più movimentate e ricche di interessi ed il suo epistolario testimonia rapporti con eminenti studiosi fra cui de Candolle, Beguinot, Tenore ed altri. Le sue numerose ed importanti pubblicazioni evidenziano il prevalere degli interessi botanici volti a completare le conoscenze sulla flora pedemontana, anche se l'elenco completo degli scritti non è attualmente reperibile in nessun reperto bibliografico. 

### La sorte degli erbari
L'erbario di Balbis passò in eredità al nipote, Vincenzo, che, però, morì alcuni mesi dopo. Rimase allora depositato per alcuni mesi a Moretta, presso altri parenti, finché, per opera del professor Giuseppe Giacinto Moris (allievo di Balbis), venne comprato dalla Regia Università di Torino che lo collocò nell'Orto botanico di Torino (dove ancor oggi è conservato all'interno dell'Herbarium Universitatis Taurinensis).
L'erbario dell'Allioni, per disposizione di Balbis, venne affidato al botanico francese Matthieu Bonafous, uno dei più grandi cultori di storia naturale dell'epoca, ammiratore e amico dell'Allioni, che in seguito ne affidò la custodia all'Accademia di Agricoltura di Torino. 

Nel 1981 quest'ultima lo donò a sua volta all'Istituto Botanico dell'Università di Torino che inserì anch'esso nell'Herbarium Universitatis Taurinensis.

## Riconoscimenti
L'illustre botanico svizzero Alphonse de Candolle (1806-1893), a proposito di Balbis scrisse:
((tratto da Biblioteca Universale))
Amici e ammiratori, poco dopo la sua morte, fecero erigere nell'area del cimitero di Torino riservata alla famiglia Bonafous un monumento alto circa 5 metri, progettato dall'ingegner Gaetano Lombardi, già autore del progetto del cimitero, e realizzato dal professor Giacomo Spalla. Su di esso è scolpita l'effigie di Balbis, così come appariva negli ultimi anni della sua vita, l'immagine di una Balbisia e la scritta in latino:
Il Comune di Torino gli ha dedicato una via in Borgo San Donato.
Il comune di Moretta, suo paese natale, gli dedicò una via e la locale scuola media.
Il botanico Luigi Colla gli dedicò una specie di banano che per primo descrisse e coltivò nel suo orto botanico di Rivoli, la Musa balbisiana.
A Giovan Battista Balbis è dedicato anche il garofano di Balbis (Dianthus balbisii), una specie di garofano comune in Italia e molto simile al garofano dei certosini, con il quale viene frequentemente confuso.

## Opere
- Enumerazione delle piante che crescono intorno alle sorgenti di Valdieri, in  Des eaux sulphureuses et thermales de Vaudier, a cura di G.A. Giobert, 1793.
- Elenco delle piante crescenti nei dintorni di Torino. Torino, anno IX, republ., stamperia Filantro, un volume in ottavo, contenente inoltre l'additamentum ad floram pedemontanam.
- Observations sur le Aeillets avec la description des trois espèces de dianthus. Un fascicolo in quarto con tre tavole, pubblicato nelle “Mémoires de l'Académie des sciences, littér. et beaux arts de Turin”,  anno IX.
- Sur trois nouvelles espèces d'Hépatiques ajoutées à la Flore du Piémont. Un fascicolo con due tavole, pubblicato nelle “Mémoires de l'Académie des sciences, littér. et beaux arts de Turin”, anni X e XI.
- Miscellanea botanica. Un volume in quarto con 11 tavole pubblicato nelle “Mémoires de l'Académie des sciences, littér. et beaux arts de Turin”, anno XI.
- De crepidis nova specie; adduntur etiam aliqout cryptogamae florae pedemontanae. Pubblicata nelle “Mémoires de l'Académie des sciences, littér. et beaux arts de Turin”, anno XII.
- Miscellanea altera botanica. Pubblicata negli “Atti della Reale Accademia delle Scienze di Torino” del 19 giugno 1806.
- Flora Taurinensis, seu enumeratio plantarum circa taurinensem urbem crescentium. Torino, 1806, ex tipografia F. Grossi.
- Horti Academiae Taurinensis stirpium minus cognitarum aut forte novarum icones et descriptiones. Un fascicolo in quarto pubblicato negli “Atti della Reale Accademia delle Scienze di Torino” del 2 giugno 1810.
- Materies medica praelectionibus Acad. accomodata 1811 in aedibus Academiae Taurinensis. Pubblicato in due volumi in ottavo, 1811.
- Elenchus recentium stirpium quas pedemontanae florae addendas censet J. B. Balbis m. d. exhibitus die 26 maj 1816 Aug. Taur.. 1816.
- Flora Ticinensis, seu enumeratio plantarum quas in peregrinationibus multiplicibus plures per annos solertissime in Papiensi agro peractis observarunt et colligerunt Dominicus Nocca et Joannes Baptista Balbis publici rei herbariae professores. I volume pubblicato nel 1816, II volume pubblicato nel 1821.
- Flore Lyonnaiese ou description des plantes qui croissent dans le environs de Lyon et sur le mont Pilat. Lione, I volume pubblicato nel 1827, II volume pubblicato nel 1828.